# 安斉奈緒美
安斉 奈緒美（あんざい なおみ、1992年〈平成4年〉4月16日 - ）は、日本の女性タレント、ファッションモデル、ヨガインストラクター。女性アイドルグループ『PASSPO☆』の全活動期（2009年 - 2018年）のメンバーで、派生ユニット『はっちゃけ隊』のメンバーでもある。
埼玉県出身。プラチナムプロダクション所属。埼玉県立朝霞西高等学校卒業。既婚。

## 略歴
高校1年の時、渋谷でスカウトされたのをきっかけにプラチナムプロダクションに入所。2009年、アイドルグループ『ぱすぽ☆』（後にPASSPO☆と改名）結成に参加。アイドル活動の傍らファッション誌「popteen」「KATY」のモデルも務め、2012年はGirlsAwardに2回出演。KATYの2013年3月号（Vol.14）では表紙も飾った。
2018年9月のPASSPO☆解散後は全米ヨガアライアンスRYT200の資格を取得し、タレントと並行しながらヨガインストラクターとしても活動している。

## 人物
- 小学2年の時からモーニング娘。のファンで[11]、高橋愛の卒業コンサート[注 1]を観覧したこともある[13]。
- 中学時代はバスケットボール部に入っていた[11]。
- 姉が一人いる[14]。
- 鳩が大の苦手[動画 2]。
- 2015年4月頃に海老アレルギーと診断[15]されたことで「食事はバランスが大事」と考え[10]、ヨガを始めて以降は食生活が整うようになったとのこと[10]。

### PASSPO☆関連
- 愛称は「なおみん」だが、はっちゃけ隊では「ザイアン」と呼称している[1][16]。
- BAND PASSPO☆ではギター担当[17]。
- PASSPO☆内の担当カラーは赤だったが、2016年1月の再編でパッションピンク[注 2]に変更された。但し、はっちゃけ隊では引き続き赤い法被を着用している[16]。
- 2011年12月にぱすぽ☆を卒業した佐久間夏帆はプラチナムの同期であった[4]。
- 2015年12月15日に新宿BLAZEで行われたライブ・イベント『DOUBLE COLOR session 10』のフィーリングカップル企画において、風男塾の赤園虎次郎とカップルを成立させ、公演後に2人が六本木ヒルズを散歩した動画が風男塾の公式チャンネルにて公開されている[動画 3]。

## 出演

### 映画
- Cheerfu11y（2011年・月川翔監督） - ユリ役

### イベント
- GirlsAward 2012 SPRING/SUMMER （2012年5月26日、国立代々木競技場第一体育館）[7]
- GirlsAward 2012 AUTUMN/WINTER（2012年11月8日、国立代々木競技場第一体育館）[8]
- HAWAII MUSIC LIFE 2019「サンセットヨガ」（2019年5月3日、東京ミッドタウン）[注 3]

### 配信
- 目覚めすっきりモーニングフローヨガ supported by 東急スポーツオアシス（2021年11月10日）[動画 4]